# بعد یازدهم
بُعد یازدهم در خارج از ایران با نام ناگفته (به انگلیسی: Untold)، نام یک آلبوم موسیقی به آهنگسازی حافظ ناظری، فرزند شهرام ناظری است که در سال ۲۰۱۴ انتشار یافته‌است. این آلبوم بخش اول پروژه سمفونی رومی است و در این آلبوم حافظ ناظری موسیقی شرق و غرب را ترکیب کرده‌است.

## هنرمندان
ذاکر حسین، گلن ولز و مت هایموویتز از جمله موسیقی دانان مطرح حاضر در آلبوم هستند. اما خود این اثر جایزه گرمی دریافت نکرده‌است. حافظ ناظری برای ساخت این آلبوم حدود ۱۰ سال وقت صرف کرده‌است.
دیپاک چوپرا فیلسوف هندی نیز که از سوی مجله تایم به عنوان یکی از صد قهرمان و الگوی قرن انتخاب شده، در این اثر مشارکت داشته‌است.

## انتشار و پخش
بیشتر اثرهای موسیقی سمفونی رومی از شبکه‌هایی نظیر سی‌ان‌ان، شرکت پخش رسانه‌ای آمریکا و شبکه رسانه‌ای فاکس پخش شد. همچنین اولین سری از سی‌دی‌های پروژه سمفونی رومی پس از ۵۰۰۰ ساعت ضبط استودیویی و بعد از پنج سال آماده‌سازی اولیه توسط کمپانی سونی به تهیه کنندگی دیوید فراست و با لوگو سونی کلاسیکال منتشر شد.
لاذم به ذکر است که اثر کامل ناگفته در ایران منتشر نشده و آلبوم بعد یازدهم در ایران به صورت منتخب و دربرگیرندهٔ فصل‌های ۲ و ۳ می‌باشد.

## اجرا

لیبل سونی ناشر بین‌المللی آلبوم

اجرای اولین فصل پروژه سمفونی رومی (ناگفته) به همراه دیپاک چوپرا در تئاتر مایکروسافت آمریکا برگزار شد.
اجرای بعدی در کانادا از اتاوا آغاز و ۱۴ اکتبر در مونترال، ۲۱ اکتبر در تورنتو، ۲۷ اکتبر در کلگری و در نهایت ۲۸ اکتبر در ونکوور ادامه داشت.
تور کنسرت ناگفته در ایران از اجرا در برج میلاد با حضور بیش از ۴ هزار نفر آغاز شد و در امتداد آن در ۱۷ شهر دیگر هم برگزار گشت.

## بازخورد و فروش
آلبوم بعد یازدهم حافظ ناظری که توسط کمپانی سونی منتشر شد، سریع جایگاه خود را در مجامع بین‌المللی موسیقی پیدا کرد و توانست نظر بسیاری از مخاطبان را در بیرون از مرزهای ایران جلب کند. همچنین توانسته در سایت اینترنتی بیلبورد که یکی از معتبرترین سایت‌های ارزش‌گذاری موسیقی به‌شمار می‌آید، در بخش کلاسیک در رده‌های اولیه این رتبه‌بندی در جدول بیلبورد قرار گیرد.
این آلبوم تا به حال بازخوردهای متعدد و متنوعی را به همراه داشته‌است. مجلس کانادا نیز پس از اجرای کنسرت ناگفته از ناظری‌ها تقدیر کرد.

## شرح آلبوم

### فصل‌ها
اثر منتشر شده در ایران به صورت منتخب بوده و شامل فصل‌های ۲ (حیات) و ۳ (بعد یازدهم-هفت شهر عشق) می‌باشد:
- فصل ۳: بعد یازدهم (هفت شهر عشق)

1. طلب
2. عشق
3. ادراک
4. رهایی
5. یگانگی
6. حیرت
7. عدم مطلق (نیستی)

- فصل ۲: حیات

1. زندگی (با حضور شهرام ناظری)

### نوازندگان
- پائول نئتوبائوئر: ویولا
- مت هایموویتز: ویولا (فصل ۲)
- جوهانزموسر: ویلن سل (فصل ۳)
- ذاکر حسین: طبلا
- گلن ولز: پرکاشن
- حافظ ناظری: کرال (فصل ۲)، سه تار حافظ و پرکاشن کلاسیک